# Fudbalski Klub Novi Pazar 2011-2012
Questa voce raccoglie le informazioni riguardanti il Fudbalski Klub Novi Pazar nelle competizioni ufficiali della stagione 2011-2012.

## Rosa
| N. |                       | Ruolo | Calciatore                 |
| -- | --------------------- | ----- | -------------------------- |
| 3  | Serbia (bandiera)     | D     | Dragan Šarac               |
| 4  | Serbia (bandiera)     | D     | Emir Lotinac               |
| 5  | Croazia (bandiera)    | D     | Ivan Babić                 |
| 6  | Serbia (bandiera)     | D     | Bojan Ostojić              |
| 7  | Serbia (bandiera)     | C     | Irfan Vušljanin (capitano) |
| 8  | Serbia (bandiera)     | C     | Filip Stojanović           |
| 9  | Serbia (bandiera)     | A     | Miloš Bogunović            |
| 10 | Serbia (bandiera)     | C     | Edin Ademović              |
| 11 | Serbia (bandiera)     | A     | Miloš Đalac                |
| 12 | Montenegro (bandiera) | P     | Sead Ramović               |
| 13 | Serbia (bandiera)     | D     | Elvedin Škrijelj           |
| 14 | Serbia (bandiera)     | A     | Admir Kecap                |
| 15 | Serbia (bandiera)     | D     | Aleksandar Petrović        |

| N. |                                 | Ruolo | Calciatore        |
| -- | ------------------------------- | ----- | ----------------- |
| 16 | Serbia (bandiera)               | C     | Radan Šunjevarić  |
| 17 | Serbia (bandiera)               | A     | Dino Caković      |
| 19 | Bosnia ed Erzegovina (bandiera) | D     | Edin Ferizović    |
| 20 | Serbia (bandiera)               | C     | Ivan Pešić        |
| 22 | Serbia (bandiera)               | C     | Semir Hadžibulić  |
| 23 | Serbia (bandiera)               | D     | Ibrahim Arifović  |
| 24 | Serbia (bandiera)               | P     | Vladan Đogatović  |
| 25 | Serbia (bandiera)               | P     | Damir Beširović   |
| 26 | Bosnia ed Erzegovina (bandiera) | D     | Zoran Šupić       |
| 33 | Montenegro (bandiera)           | C     | Marko Mugoša      |
| 77 | Serbia (bandiera)               | C     | Vladan Spasojević |
| 86 | Serbia (bandiera)               | D     | Miloš Marković    |